# 碲银矿
碲银矿（Hessite）是一种柔软的灰色矿物，化学组成是碲化银（Ag2Te），结构上属单斜晶系。其学名以化学家杰迈因·亨利·盖斯(1802–1850)命名，因他本人研究过这种矿物。
出产碲银矿的地方有美国科罗拉多州伊格爾，加利福尼亚州卡拉韦拉斯，中国湖南，以及世界其他地方。
相关矿物油六方碲银矿(Ag7Te4)、粒碲银矿(AgTe)。 